# The Cohens and Kellys
The Cohens and Kellys est le premier d'une série de sept films américains. Il est réalisé par Harry A. Pollard et sorti en 1926.

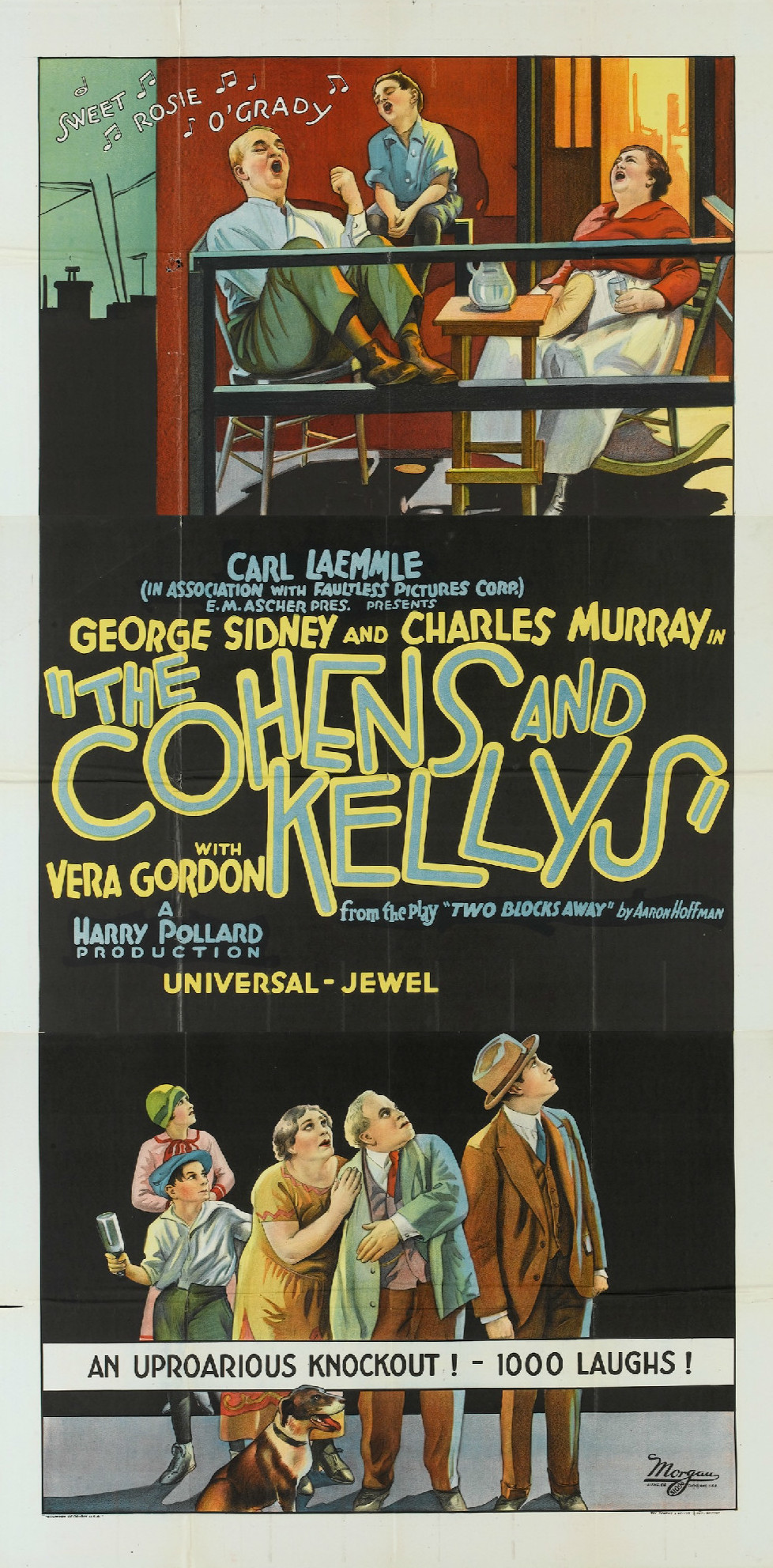
Affiche du film.

Il est basé sur les stéréotypes associés aux familles irlandaises et juives de New York, ainsi que leurs relations conflictuelles, qui se résolvent par le mariage de leurs enfants Nannie Cohen et Terry Kelly.
Les personnages sont très proches de ceux de la pièce Abie's Irish Rose d'Anne Nichols, qui a fait l'objet d'adaptation au cinéma en 1928 et en 1946.

## Synopsis
Deux familles, une juive et une irlandaise, vivent côte à côte dans un des quartiers les plus pauvres de New York, dans un état d'inimitié perpétuelle. Les épouses partagent l'animosité mutuelle, tout comme deux petits fils et même les chiens respectifs. Les Juifs ont une fille, les Irlandais un fils ; le père juif travaille dans le commerce de vêtements ; l'Irlandais est policier. Les enfants sont amoureux et se marient secrètement. Le juif, en grande difficulté financière, apprend par un avocat qu'il est devenu l'héritier d'une fortune d'une grand-tante et s'installe dans une grande maison luxueusement aménagée. Lui et sa famille vivent dans une ostentation vulgaire, et le garçon irlandais cherche son épouse juive est chassé par le père en colère. Le Juif insulte alors l'Irlandais au téléphone, et tous deux deviennent hystériques. L'extrême de ses sentiments rend le juif malade, au point qu'il doit se rendre en Floride pour se reposer, juste avant que la fille révèle son mariage à sa mère.

## Fiche technique
- Réalisation : Harry A. Pollard

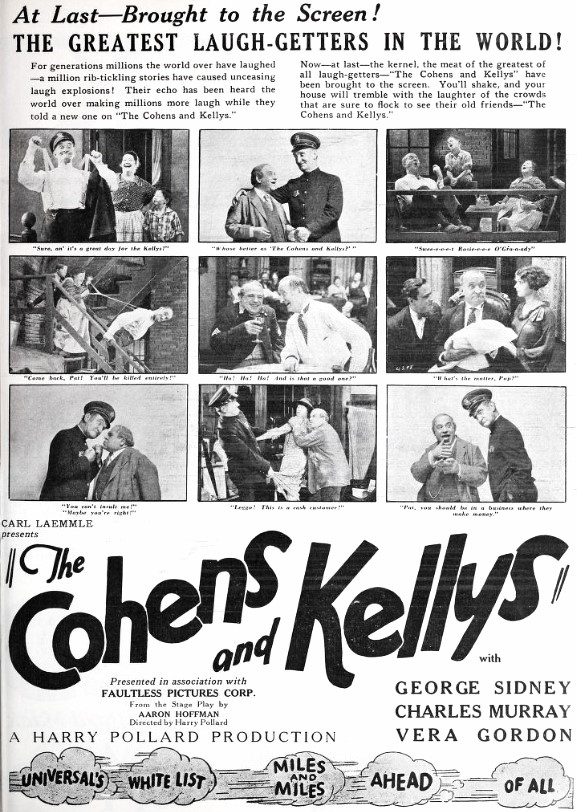
Annonce pour le film dans Exhibitors Herald.

- Scénario : Alfred A. Cohn, Harry A. Pollard d'après la pièce Two Blocks Away d'Aaron Hoffman
- Photographie : Charles Stumar
- Production : Universal Pictures
- Genre : Comédie[2]
- Durée : 80 minutes
- Date de sortie : 
  - États-Unis : 28 février 1926

## Distribution
- Charles Murray : Patrick Kelly
- George Sidney : Jacob Cohen
- Vera Gordon : Mrs. Cohen
- Kate Price : Mrs. Kelly
- Jason Robards Sr. : Tim Kelly
- Olive Hasbrouck : Nannie Cohen
- Nat Carr : Milton J. Katz
- Robert Gordon : Sammy Cohen
- Mickey Bennett : Terence Kelly
- Claude Payton (non crédité)
- Mack Swain (non crédité)

## La série de films
À partir de 1926, et à la suite du succès du premier film paraît la série réalisée par Harry A. Pollard Les Cohen et les Kelly représentent deux familles, juive et irlandaise, vivant côte à côte dans les quartiers les plus pauvres de New York dans un état d'inimitié perpétuelle. Suivront Les Cohen et les Kelly à Paris (1928), Cohen et Kelly aux bains de mer (1929), Les Cohen et les Kelly en Écosse (1930), The Cohens and Kellys in Africa (1930), The Cohens and Kellys in Hollywood (1932) et The Cohens and Kellys in Trouble (1933).

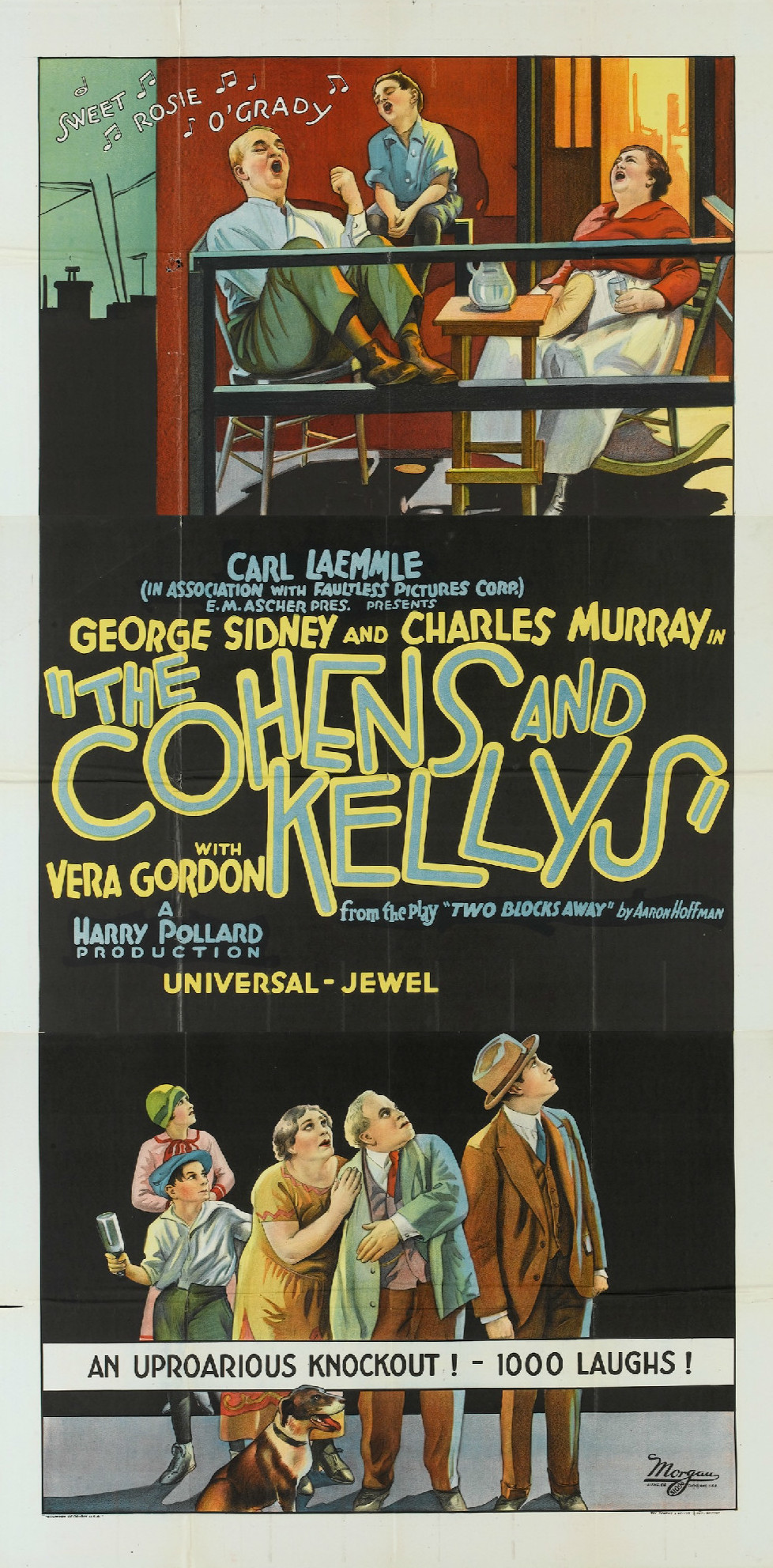
Premier film muet (à New York - 1926)
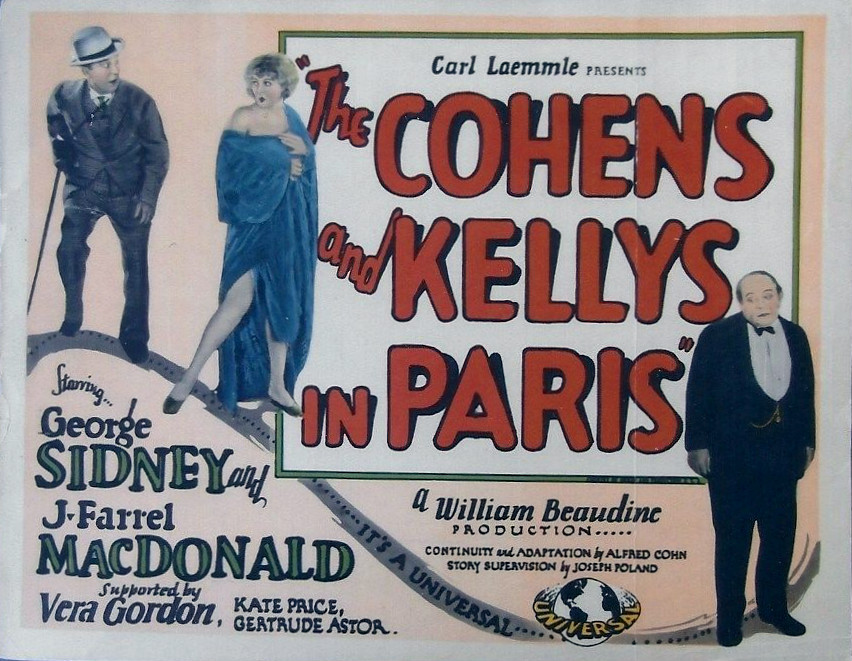
À Paris (1928)
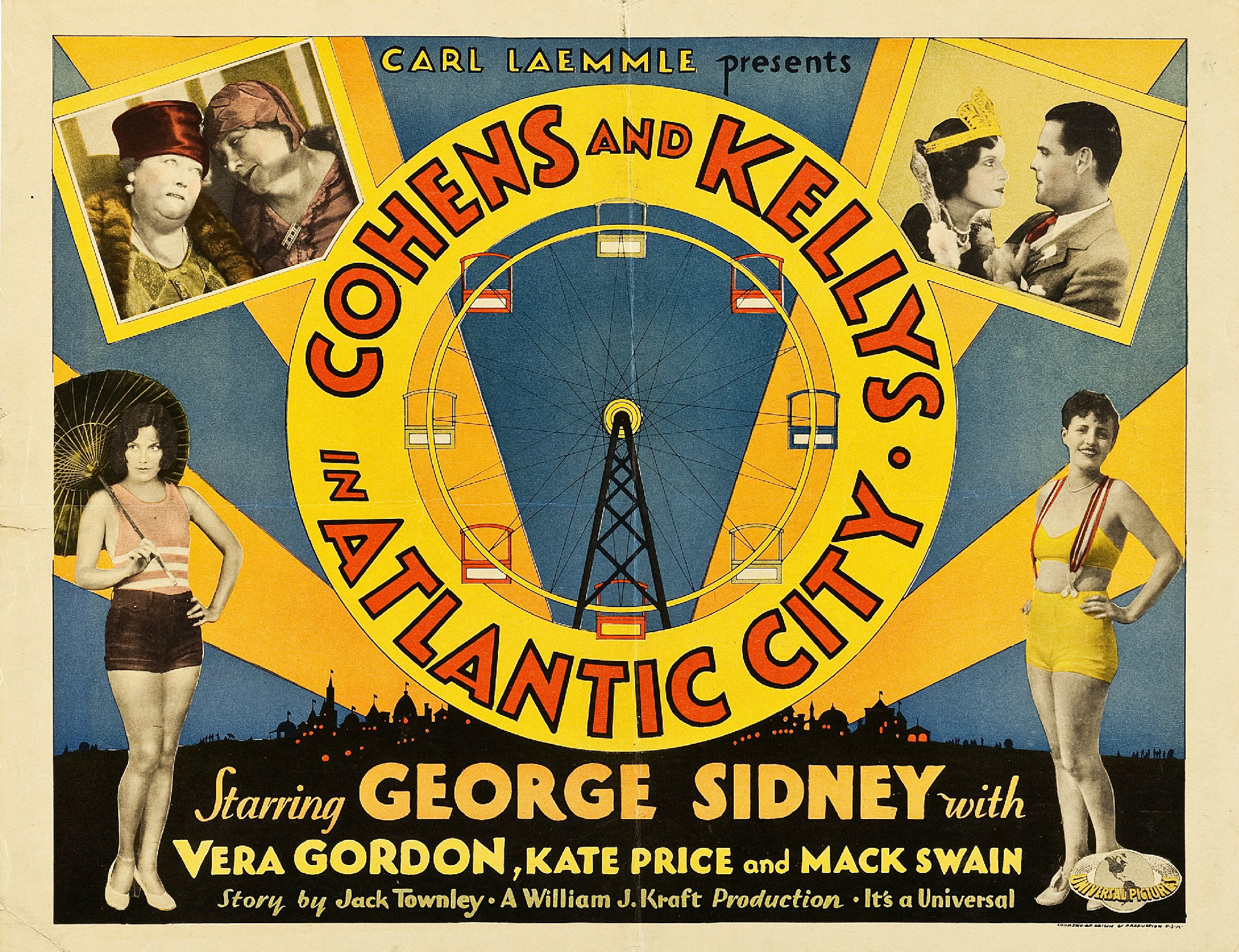
À Atlantic City (1929)
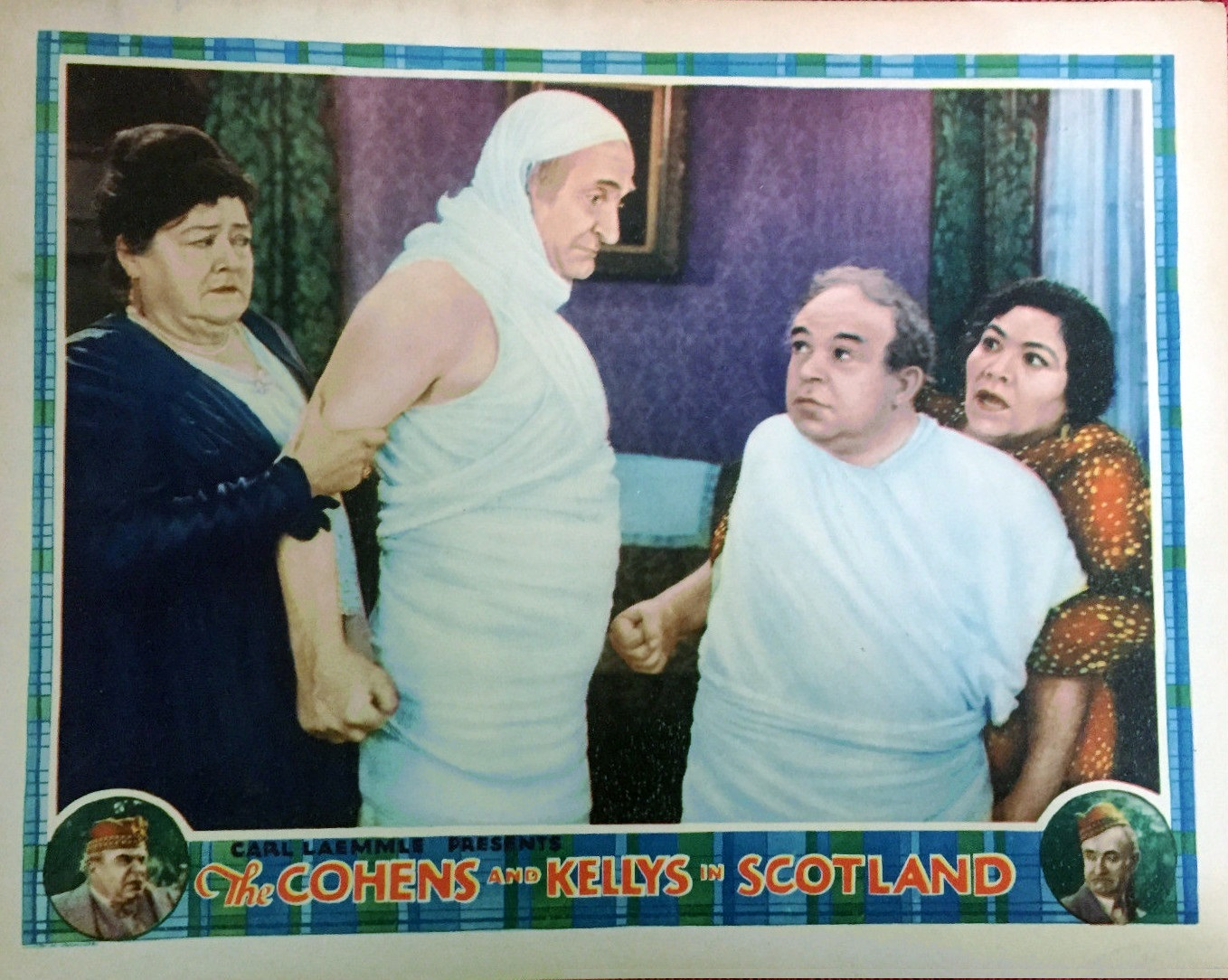
En Écosse (1930)
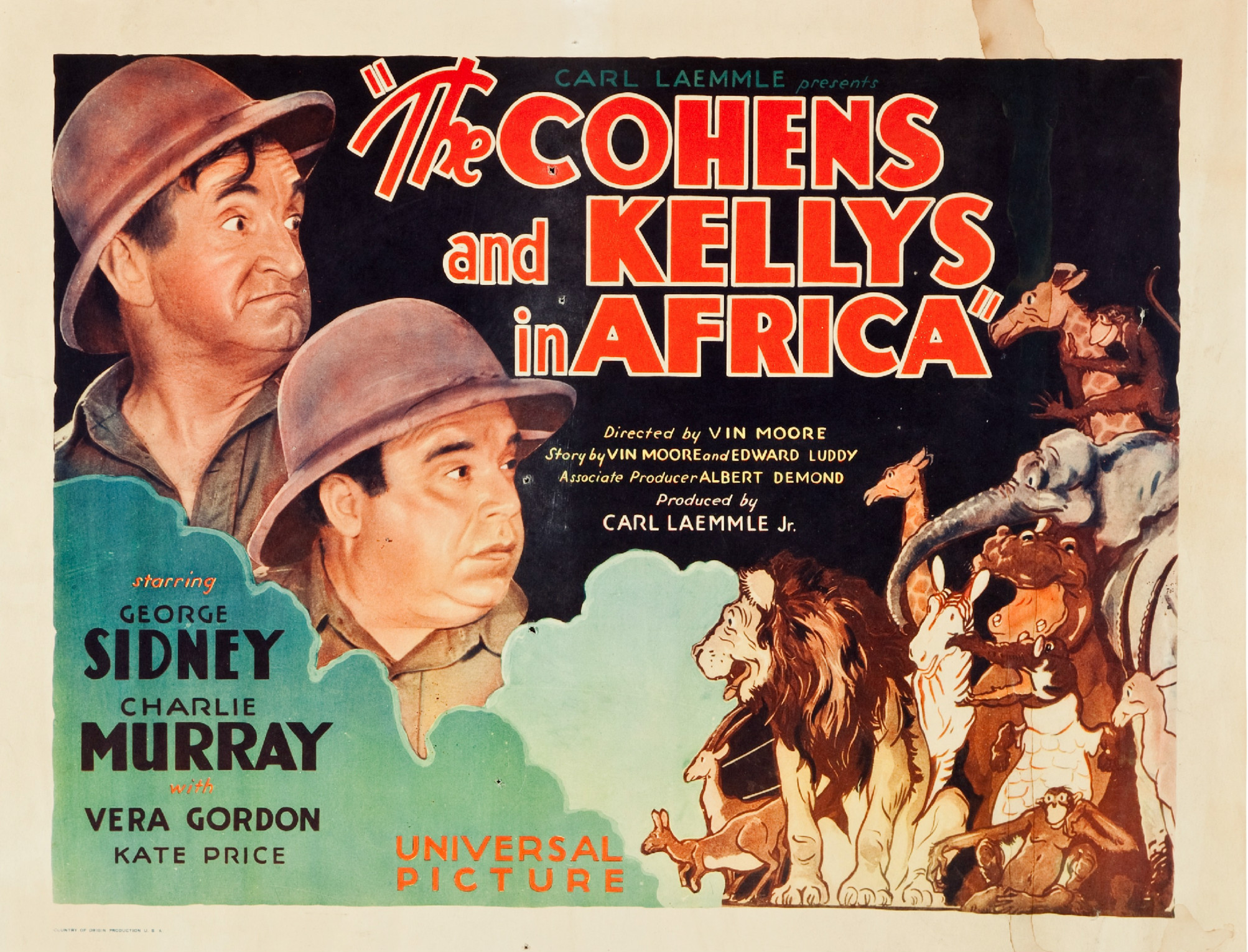
En Afrique (1930)
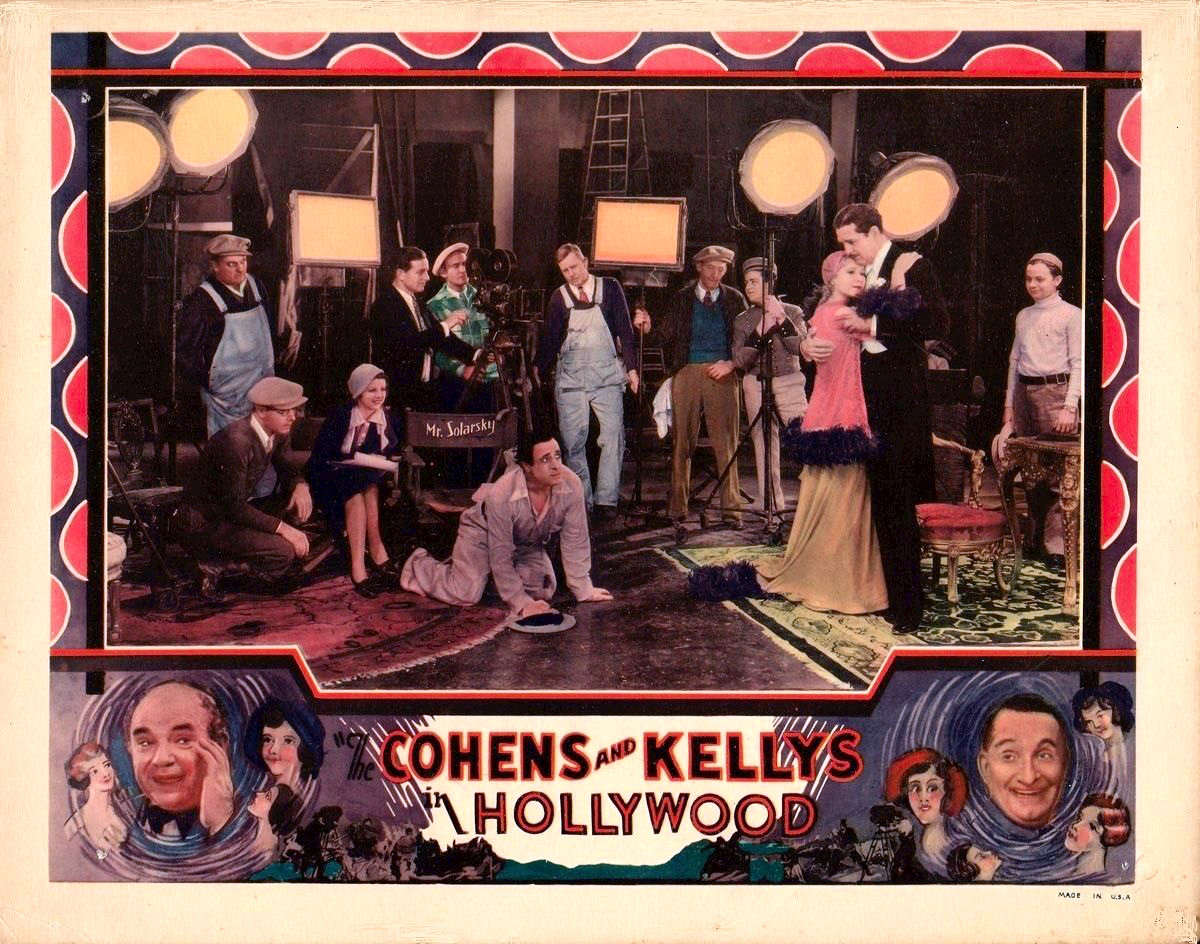
À Holywood (1932)
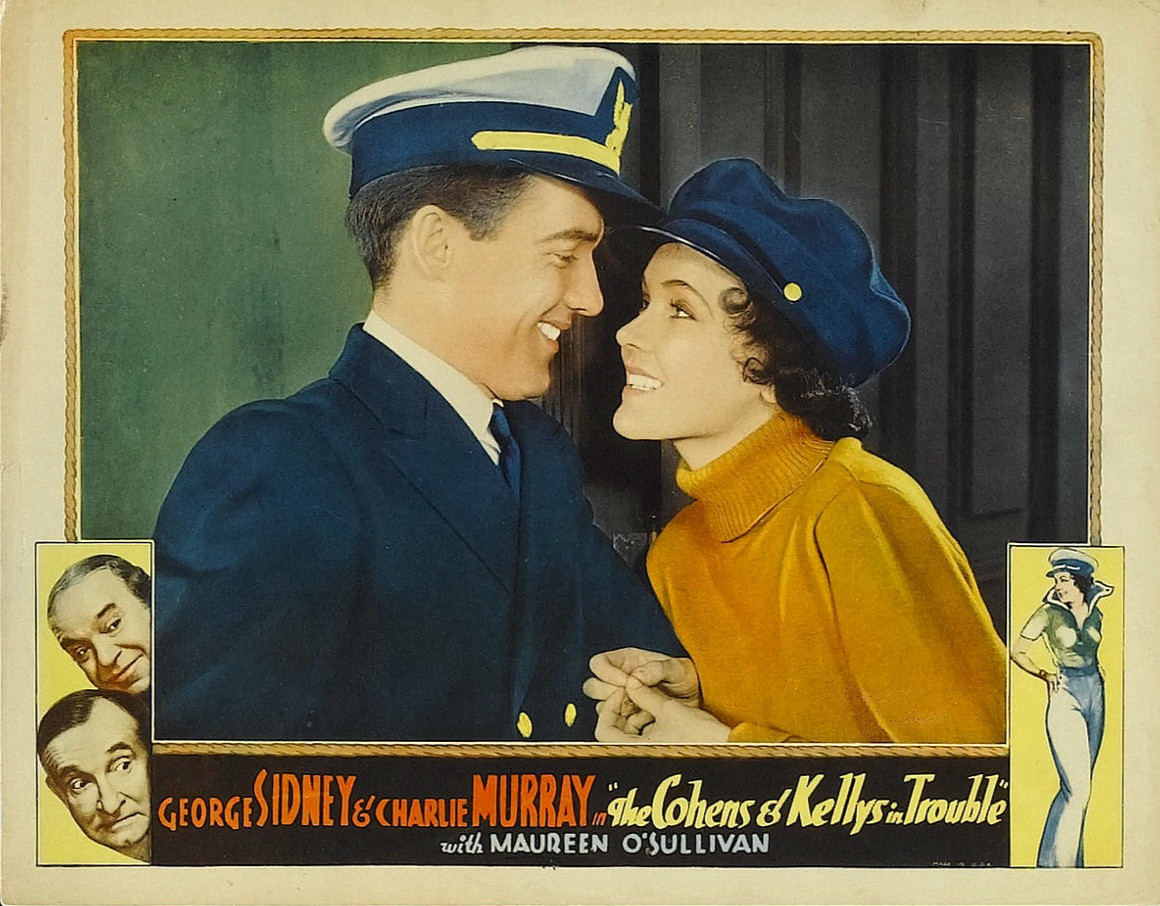
In Trouble (1933)

## Décision judiciaire
Ce film  produit par Universal Pictures en 1926 présente des personnages qui ressemblent fortement à ceux de la pièce d'Anne Nichols de 1922  Abie's Irish Rose.
Un arrêt de la cour d'appel Nichols v. Universal Pictures Corp. (en) a déterminé en 1930 que la notion de copyright ne s'appliquait pas aux caractéristiques des personnages d'une histoire, que ce soit un livre, une pièce ou un film.